# Алфалфа (округ, Оклахома)
Шаблон:StateAbbr_ 36°44′ пн. ш. 98°19′ зх. д. / 36.73° пн. ш. 98.32° зх. д.
Округ Алфалфа (англ. Alfalfa County) — округ (графство) у штаті Оклахома, США. Ідентифікатор округу 40003.

## Історія
Округ утворений 1907 року.

## Демографія
За даними перепису
2000 року
загальне населення округу становило 6105 осіб, усе сільське.
Серед мешканців округу чоловіків було 3462, а жінок — 2643. В окрузі було 2199 домогосподарств, 1482 родин, які мешкали в 2832 будинках.
Середній розмір родини становив 2,86.
Віковий розподіл населення поданий у таблиці:
| Стать    | До 15 років | 15-21 | 22-29 | 30-39 | 40-49 | 50-65 | 65-85 | Понад 85 |
| -------- | ----------- | ----- | ----- | ----- | ----- | ----- | ----- | -------- |
| Чоловіки | 468         | 248   | 324   | 616   | 651   | 618   | 473   | 64       |
| Жінки    | 475         | 223   | 155   | 291   | 349   | 444   | 569   | 137      |

## Суміжні округи
- Гарпер, Канзас — північний схід
- Грант — схід
- Гарфілд — південний схід
- Мейджор — південь
- Вудс — захід
- Барбер, Канзас — північний захід

## Виноски
1. ↑  U.S. Decennial Census. United States Census Bureau. Архів оригіналу за 26 квітня 2015. Процитовано 18 лютого 2015.
2. ↑  Historical Census Browser. University of Virginia Library. Архів оригіналу за 11 серпня 2012. Процитовано 18 лютого 2015.
3. ↑  Forstall, Richard L., ред. (27 березня 1995). Population of Counties by Decennial Census: 1900 to 1990. United States Census Bureau. Архів оригіналу за 19 лютого 2015. Процитовано 18 лютого 2015.
4. ↑  Census 2000 PHC-T-4. Ranking Tables for Counties: 1990 and 2000 (PDF). United States Census Bureau. 2 квітня 2001. Архів оригіналу (PDF) за 18 грудня 2014. Процитовано 18 лютого 2015.
5. ↑  State & County QuickFacts. United States Census Bureau. Архів оригіналу за 28 липня 2011. Процитовано 12 травня 2016. [Архівовано 2011-07-28 у Wayback Machine.]
6. ↑  American FactFinder. Бюро перепису населення США. Архів оригіналу за 26 лютого 2012. Процитовано 31 січня 2008. [Архівовано 2008-05-21 у Wayback Machine.]

| США | Це незавершена стаття з географії США. Ви можете допомогти проєкту, виправивши або дописавши її. |